# لیلیا برای همیشه
لیلیا برای همیشه (به انگلیسی: Lilya 4-ever) فیلمی سوئدی-دانمارکی محصول سال ۲۰۰۲ و به کارگردانی لوکاس مودیسون است. در این فیلم بازیگرانی همچون اکسانا آکینشاینا، آرتیوم بوگچارسکی، لیوبوو آگاپووا، لیلیا شینکاریووا ایفای نقش کرده‌اند.